# 李道坚
李道坚（?—?），唐朝宗室，唐高祖的曾孙，鲁王李靈夔的孙子，范阳郡王李蔼的儿子。
神龙初年，唐中宗封李道坚为嗣鲁王。李道坚性情严整有礼法，家族闺门庄敬有礼。年少为州佐，声名已显。景龙四年（710年），加银青光禄大夫，历任果州、陇州、吉州、冀州、洺州、汾州、沧州等七州刺史，国子祭酒。开元二十二年（734年），兼检校魏州刺史，没有就任，选授汴州刺史、河南道采访使。汴州是水陆都会，前后刺史多贪污，李道坚以清毅著称。入朝为宗正卿。去世后，赠礼部尚书。其子李宇嗣鲁王。

## 子孙
- 子：李颖
- 子：李重
- 子：李宇，嗣鲁王、邹王、宋州刺史、太仆卿，赠太子少保
  - 孙：李子萃，嗣邹王、集王府长史，赠湖州刺史
    - 曾孙：李𠗦
    - 曾孙：李况
    - 曾孙：李淮
    - 曾孙：李冽
    - 曾孙：李咨
- 女：李氏，嫁谯郡城父县尉卢复